# Sigma Corporation
Sigma Corporation è un'azienda giapponese fondata il 9 settembre 1961 a Tokyo da Michihiro Yamaki, produttrice di macchine fotografiche, obiettivi, flash e altri accessori fotografici. Sigma fabbrica i suoi prodotti nel proprio stabilimento nell'Aizu, area sita nella Prefettura di Fukushima, in Giappone. Sebbene Sigma produca diversi modelli di fotocamere, la compagnia è maggiormente conosciuta per gli obiettivi fotografici ed altri accessori compatibili anche con le reflex prodotte da altre aziende, quali Canon, Nikon, Pentax, Konica Minolta (Sony Alpha) e Olympus.

## Fotocamere
Compatte:
- DP1s
- DP2
- DP2s
- DP1x

Reflex (DSLR e SLR):
- SD15 (SLR)
- SD1 (DSLR)
- SD9
- SD10
- SD14

## Obiettivi
Fisheye:
- 4.5mm F2.8 EX DC HSM Circular
- 10mm F2.8 EX DC HSM
- 8mm F3.5 EX DG Circular
- 15mm F2.8 EX DG Diagonal

Grandangolo (fisso):
- 30mm F1.4 EX DC HSM
- 20mm F1.8 EX DG ASP RF
- 24mm F1.8 EX DG ASP Macro
- 28mm F1.8 EX DG ASP Macro

Grandangolo:
- 8-16mm F4.5-5.6 DC HSM
- 10-20mm F4-5.6 EX DC HSM
- 10-20mm F3.5 EX DC HSM
- 12-24mm F4.5-5.6 EX DG ASP HSM

Zoom Standard:
- 17-50mm F2.8 EX DC OS HSM
- 17-70mm F2.8-4 DC Macro OS HSM
- 17-70mm F2.8-4.5 DC Macro
- 17-70mm F2.8-4.5 DC Macro HSM
- 18-50mm F2.8-4.5 DC OS HSM
- 24-70mm F2.8 IF EX DG HSM
- 24-105mm F4 IF DG OS HSM
- 28-300mm F3.5-6.3 DG Macro
- 28-70mm F2.8-4 DG
- 24-70mm F2.8 EX DG Macro
- 18-50mm F2.8 EX DC Macro
- 18-50mm F2.8 EX DC Macro HSM
- 18-125mm F3.8-5.6 DC OS HSM
- 18-200mm F3.5-6.3 DC OS
- 18-200mm F3.5-6.3 DC
- 18-200mm F3.5-6.3 DC (Motorized)
- 18-250mm F3.5-6.3 DC OS HSM

Fissi Standard:
- 85mm F1.4 EX DG HSM
- 50mm F1.4 EX DG HSM

Tele Zoom:
- 50-500mm F4.5-6.3 APO DG OS HSM
- 70-200mm F2.8 EX DG OS HSM
- 120-300mm F2.8 EX DG OS APO HSM
- 50-200mm F4-5.6 DC OS HSM
- 120-400mm F4.5-5.6 DG APO OS HSM
- 150-500mm F5-6.3 APO DG OS HSM
- 200-500mm F2.8 APO EX DG
- 300-800mm F5.6 EX DG APO HSM

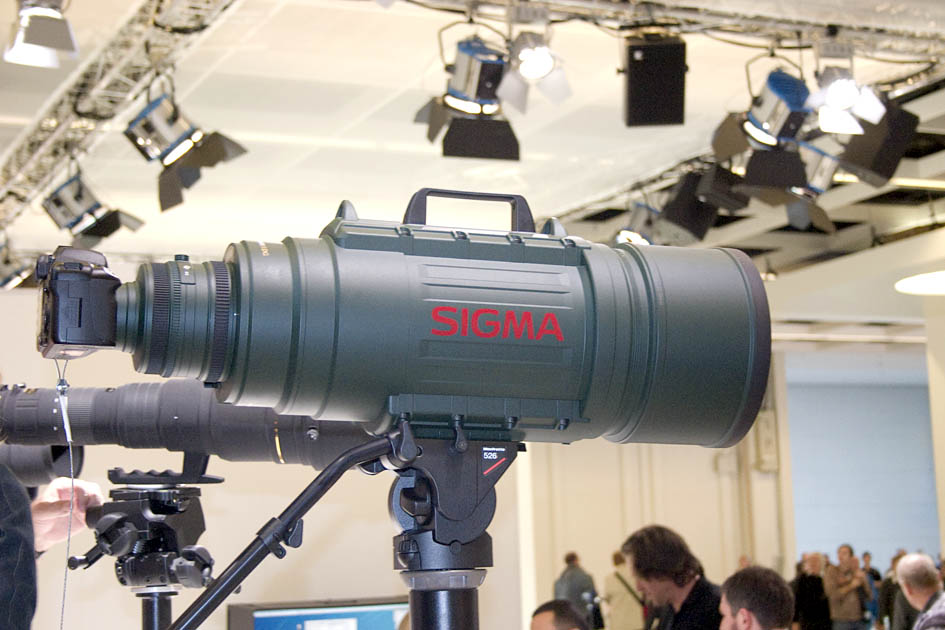
SIGMA 200-500mm F2,8 EX DG

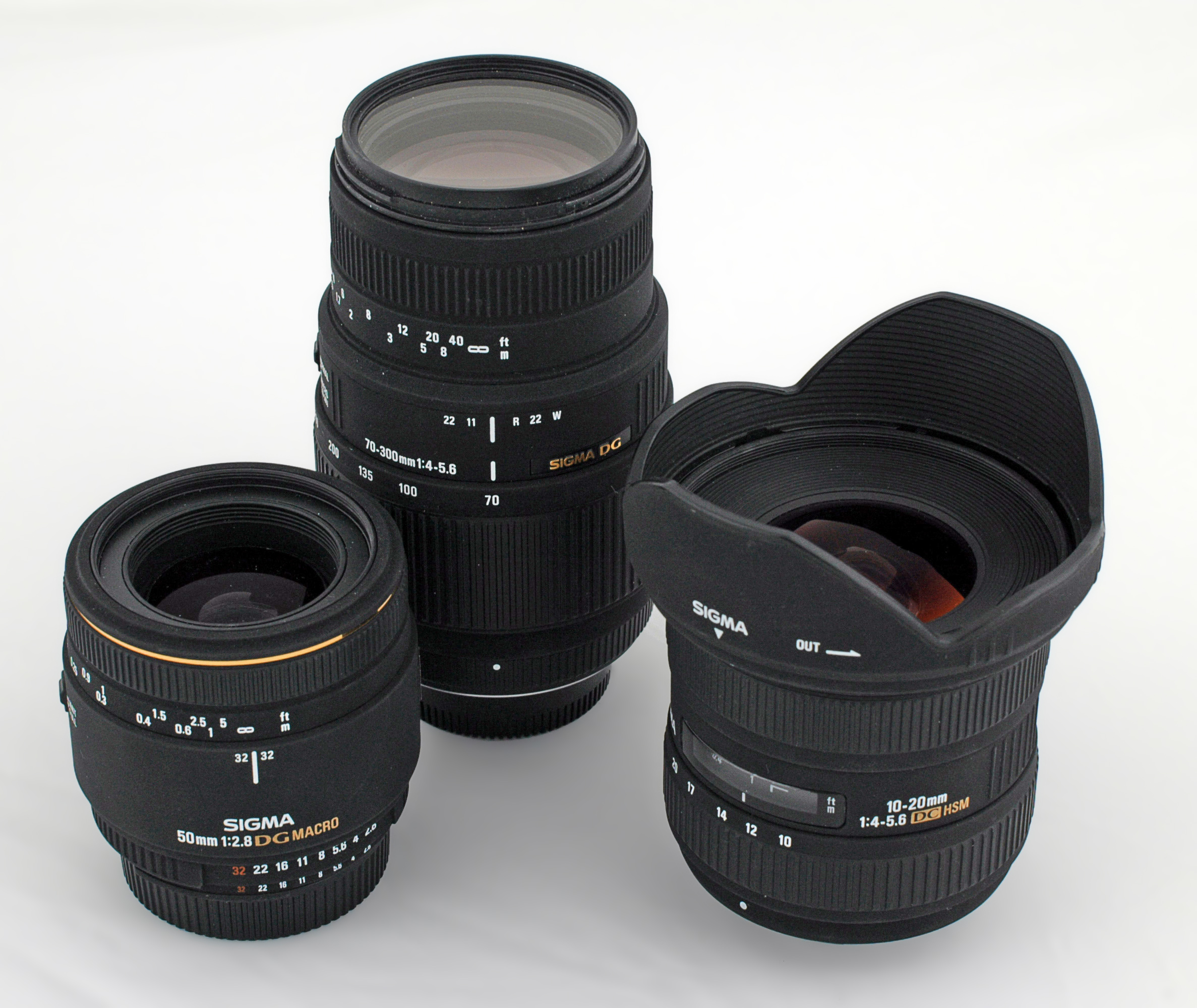
Normale, tele e grandangolo Sigma

- 70-200mm F2.8 EX DG APOMacro HSM II
- 70-300mm F4-5.6 DG Macro
- 70-300mm F4-5.6 DG Macro (Motorized)
- 70-300mm F4-5.6 APO DG Macro
- 70-300mm F4-5.6 APO DG Macro(Motorized)
- 70-300mm F4-5.6 DG OS
- 100-300mm F4 EX DG APO HSM
- 120-300mm F2.8 EX DG APO HSM
- 50-500mm F4-6.3 EX DG HSM
- 50-150mm F2.8 EX DC APO HSM II

Tele (fissi):
- 300mm F2.8 EX APO DG HSM
- 500mm F4.5 EX DG APO HSM
- 800mm F5.6 EX APO DG HSM

Macro (rapporto 1:1):
- 50mm F2.8 EX DG
- 70mm F2.8 EX DG
- 105mm F2.8 EX DG
- 105mm F2.8 EX DG OS HSM
- 150mm F2.8 EX APO DG HSM
- 150mm F2.8 EX DG OS HSM APO (2010)
- 180mm F2.8 EX DG OS HSM APO

Teleconverters:
- 1.4X Teleconverter EX APO DG
- 2.0X Teleconverter EX APO DG

## Flash
- EM-140 DG Macro
- EF610 DG ST
- EF610 DG Super

## Nomenclatura sigle
Ogni produttore di obiettivi utilizza delle sigle per indicare le caratteristiche principali di ogni obiettivo. Queste sono quelle usate da sigma:
- APO: obiettivo dotato di lenti apocromatiche a bassissima dispersione per la riduzione dell'aberrazione cromatica
- ASP: presenza di lenti asferiche che conferiscono migliori prestazioni e dimensioni più compatte all'obiettivo
- CONV: obiettivo che può essere utilizzato con i moltiplicatori Sigma per aumentare la lunghezza focale
- DC: obiettivo specifico per fotocamere digitali con sensore APS-C
- DG: obiettivo specifico per fotocamere digitali con sensore Full-Frame, ma compatibile anche con reflex con sensore APS-C
- EX: obiettivi di qualità professionale
- HSM (Hyper-Sonic Motor): obiettivo con motore di messa a fuoco interno ad ultrasuoni del tipo ad anello, per una più silenziosa, veloce e precisa messa a fuoco
- IF (Internal Focus): il motore di messa a fuoco muove un gruppo di lenti interne in modo che la lunghezza dell'obiettivo non cambi
- OS (Optical Stabilization): obiettivo dotato di stabilizzatore ottico per la riduzione del mosso accidentale nelle riprese a mano libera
- RF (Rear Focus): il gruppo di lenti deputate alla messa a fuoco sono situate nella parte posteriore dell'obiettivo, per una messa a fuoco più veloce